# Зонов Михайло Максимович
Михало Максимович Зонов — (2 вересня 1915 — 19 квітня 1945) — радянський офіцер-артилерист, Герой Радянського Союзу (1943), учасник Німецько-радянської війни.

## Біографічні відомості
Михайло Зонов народився 2 вересня 1915 року в селі Домкіно (зараз Конаковський район Тверської області) у селянській родині. Закінчив 5 класів.
У Радянській армії з 1936 року.
З вересня 1942 року — на фронтах Німецько-радянської війни. Закінчив курси молодших лейтенантів. До вересня 1943 року гвардії капітан Михайло Зонов командував батареєю 1-ї гвардійської гарматної артилерійської бригади 1-ї гвардійської артилерійської дивізії прориву 60-ї армії Воронезького (з 20 жовтня 1943 року перейменованого на 1-й Український) фронту.
Відзначився під час битви за Дніпро. 26 вересня 1943 року, коли виникла загроза втрати плацдарму на західному березі Дніпра в районі села Окунінове (Козелецький район Чернігівської області), Зонов з групою розвідників переправився через річку осторонь від основної переправи і по болотам пробрався в тил противника. У короткій сутичці знищивши п'ятьох ворогів і ворожий кулемет група вислідила місцезнаходження артилерії, мінбатарей і кулеметних розрахунків противника та визвалалао радіо вогонь своєї батареї, забезпечивши форсування Дніпра наступаючим радянським частинам.
17 жовтня 1943 року за «мужність і героїзм, проявлені при форсуванні Дніпра і утриманні плацдарму на його правому березі» гвардії капітану Михайлу Зонову присвоєно звання Героя Радянського Союзу з врученням ордена Леніна і медалі «Золота Зірка» (№ 1899).
Надалі Зонов брав участь у звільненні Польщі, боях в Німеччині. Загинув у бою 19 квітня 1945 року, похований на офіцерському кладовищі в місті Зорау (м. Жари, Польща).